# BA-30 (autoroute)
Pour les articles homonymes, voir BA-30.
L'autoroute BA-30 est rocade autoroutière urbaine en projet qui va entourer Badajoz par le sud en desservant les différentes zones de la ville.
D'une longueur de 20 kilomètres, elle va relier l'A-5 d'est en ouest de l'agglomération. 
Elle sera composée de cinq échangeurs qui desserviront le centre-ville, et les zones d'activités.

## Tracé
- Elle va se détacher de l'A-5 tout près du Golf de Guadiana et se terminer à l'ouest en se reconnectant à l'A-5 tout près de la frontière avec le Portugal.
- Au sud-est, elle va bifurquer avec la BA-11 qui va pénétrer au sud de Badajoz en venant l'A-81 en provenance de Cordoue et Grenade.

## Référence
- Nomenclature